# Транссахарский газопровод

Транссахарский газопровод обозначен красным цветом

Транссахарский газопровод — проектируемый магистральный газопровод в Африке. Соглашение о его строительстве было заключено 3 июля 2009 года в Абудже полным составом стран, по которым намечено прохождение трассы газопровода, — Алжиром, Нигером и Нигерией. Природный газ должен поступать с месторождений в Нигерии по трубопроводу к Средиземному морю, в качестве основного получателя газа предусматриваются потребители в Европейском союзе. Протяжённость Транссахарского газопровода превысит 4000 километров, планируемая мощность — порядка 30 000 000 000 м³ в год. Завершение строительства было намечено на 2015 год.
Однако работа над проектом натолкнулась на ряд препятствий, одно из которых — деятельность повстанческой группировки «Движение за освобождение дельты Нигера».